# General Koren
Poveljnik Koren se pojavlja v vseh knjigah o Artemisu Fowlu.
Opomba: Ta članek opisuje poveljnika Juliusa Korena le iz dogajanja v prvih dveh knjigah.

## Opis
Poveljnik Julius Koren je že precej star vilinski poveljnik, rahlo okrogel ter slabih živcev. Kadar kaj ne gre, kot bi moralo, začne kaditi svojo legendarno gobjo cigaro, katera neznansko smrdi. Ko je bil še mlad, je opravil veliko zelo uspešnih nalog. Večkrat se je posvetil zaporniku Gnoju Kopaču, katerega je velikokrat spravil za zapahe.

## Prvi del
V prvem delu Koren vodi reševalno akcijo, rešiti morajo stotnico Marjeto Mali, katero je ugrabil Artemis Fowl II. V tem delu je Artemis njegov sovražnik. Z Artemisom je imel tudi pogajanja glede odkupnine. 

## Drugi del
V tem delu je Artemisov prijatelj. Na površju je skupaj z Artemisom in drugimi (glej Drugi del) rešil Artemisovega očeta. Nato je odločno pripomogel k zmagi vilinov, nad škrateljci.